# عارف شاهين
عارف شاهين (بالتركية: Arif Şahin)‏ هو لاعب كرة قدم تركي، ولد في 22 ديسمبر 1985 في إسكي شهر في تركيا. لعب مع أنطاليا سبور وبولو سبور وسامسون سبور وغازي عنتاب بي.بي.كي وغيرسون سبور وقيصري إيرسيسبور ومعمورة العزيز سبور.

## وصلات خارجية
- عارف شاهين على موقع اتحاد تركيا (لاعب) (الإنجليزية)
- عارف شاهين على موقع قاعدة بيانات كرة القدم.إي يو (الإنجليزية)
- عارف شاهين على موقع Soccerway.com (الإنجليزية)
- عارف شاهين على موقع عالم كرة القدم.نت (الإنجليزية)